# Sassetot-le-Mauconduit
Sassetot-le-Mauconduit ist eine französische Gemeinde mit 1.003 Einwohnern (Stand: 1. Januar 2022) im Département Seine-Maritime in der Region Normandie. Sie gehört zum Arrondissement Le Havre und zum Kanton Fécamp (bis 2015: Kanton Valmont).

## Geographie
Sassetot-le-Mauconduit liegt im Pays de Caux etwa 46 Kilometer nordöstlich von Le Havre an der Alabasterküste des Ärmelkanals. Umgeben wird Sassetot-le-Mauconduit von den Nachbargemeinden Saint-Martin-aux-Buneaux im Nordosten, Vinnemerville im Osten, Criquetot-le-Mauconduit im Osten und Südosten, Theuville-aux-Maillots im Süden und Südosten, Angerville-la-Martel im Südwesten, Ancretteville-sur-Mer im Westen sowie Saint-Pierre-en-Port im Nordwesten.

## Bevölkerungsentwicklung
| Jahr                      | 1962 | 1968 | 1975 | 1982 | 1990 | 1999 | 2006 | 2013 |
| Einwohner                 | 985  | 897  | 749  | 890  | 944  | 957  | 927  | 1056 |
| Quelle: Cassini und INSEE |      |      |      |      |      |      |      |      |

## Sehenswürdigkeiten
- Kirche Notre-Dame-de-la-Nativité aus dem 19. Jahrhundert
- Schloss Briquedalles aus dem 18. Jahrhundert
- Schloss Sassetot aus dem 18. Jahrhundert
- Schloss Criquemanville

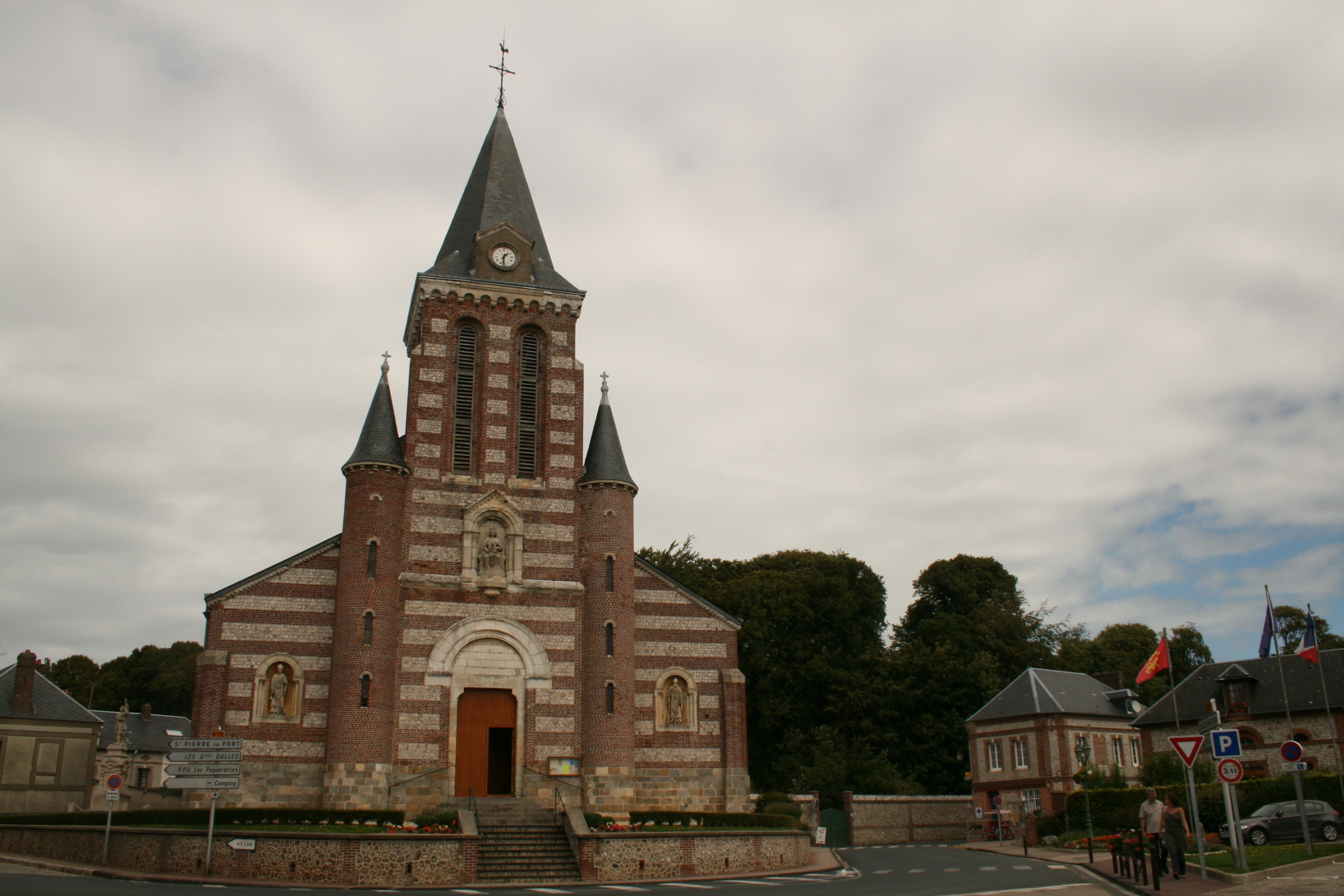
Kirche Notre-Dame-de-la-Nativité
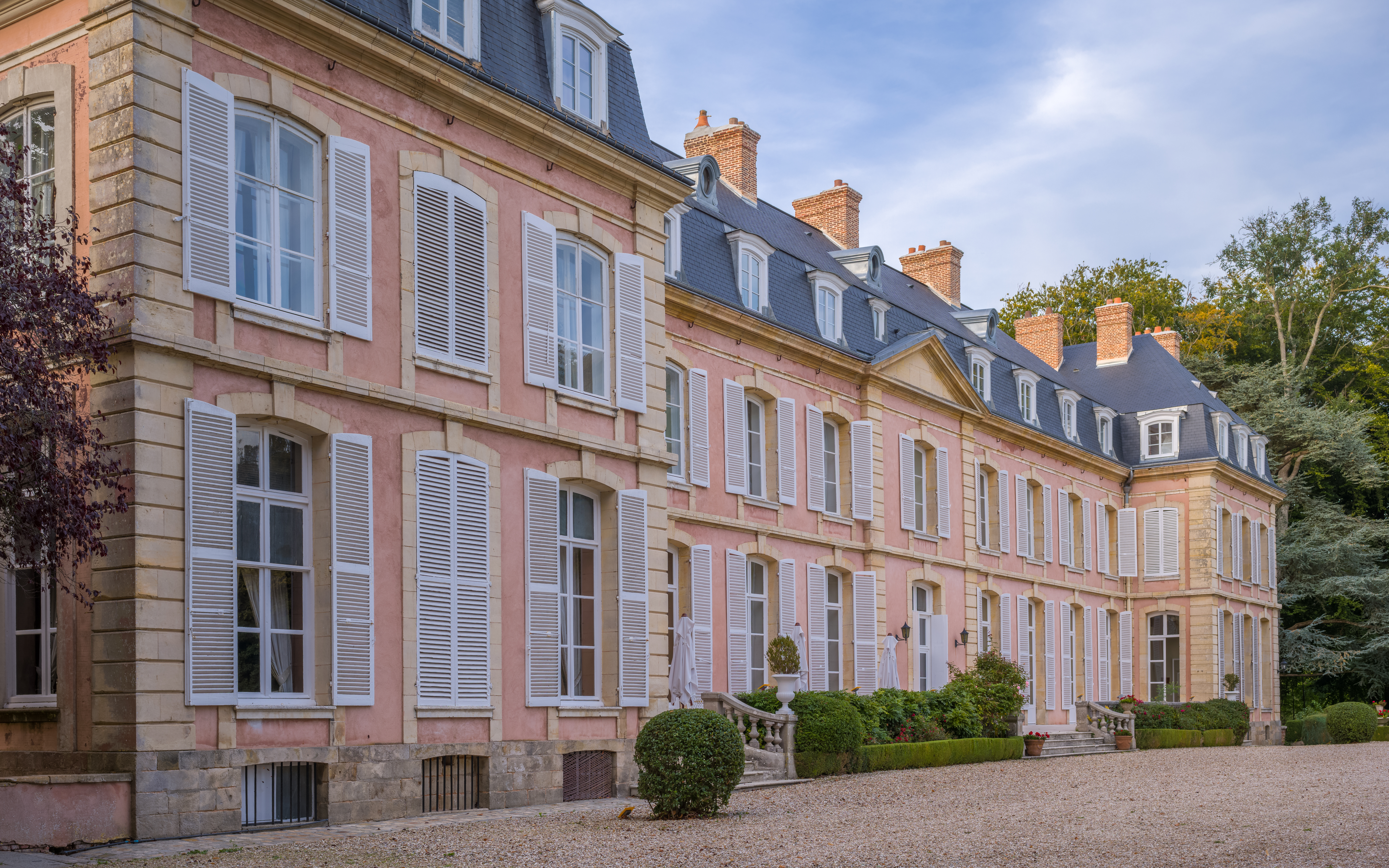
Schloss Sassetot